# 건통 (요)
건통(乾統, 1101년 2월 ~ 1110년)은 요나라(거란국) 천조제(天祚帝) 야율 연희(耶律 延禧)의 첫번째 연호이다. 9년 11개월 가량 사용하였다.

## 개원
- 수창(壽昌) 7년 2월 1일[1](1101년 3월 2일)에 연호를 건통(乾統)으로 개원함.[2][3][4]

- 건통(乾統) 10년 12월 15일[5](1111년 1월 26일)에 연호를 천경(天慶)으로 정하고, 다음 해 1월 1일[6](1111년 2월 10일)에 개원함.[2][7][4]

## 연대 대조표
| 건통       | 원년                     | 2년             | 3년        | 4년        | 5년        | 6년        | 7년             | 8년        | 9년        | 10년       |
| 서기(西紀) | 1101년                   | 1102년          | 1103년     | 1104년     | 1105년     | 1106년     | 1107년          | 1108년     | 1109년     | 1110년     |
| 간지(干支) | 신사(辛巳)               | 임오(壬午)      | 계미(癸未) | 갑신(甲申) | 을유(乙酉) | 병술(丙戌) | 정해(丁亥)      | 무자(戊子) | 기축(己丑) | 경인(庚寅) |
| 북송(北宋) | 건중정국 (建中靖國) 원년 | 숭녕(崇寧) 원년 | 2년        | 3년        | 4년        | 5년        | 대관(大觀) 원년 | 2년        | 3년        | 4년        |

## 동시대 연호

### 중국
송(宋)
- 건중정국(建中靖國) (1101년)
- 숭녕(崇寧) (1102년 ~ 1106년)
- 대관(大觀) (1107년 ~ 1110년)

서하(西夏)
- 정관(貞觀) (1101년 ~ 1113년)

대리국(大理國)
- 명개(明開) (1097년 ~ 1103년)
- 천정(天政) (1103년 ~ 1104년)
- 문안(文安) (1104년 ~ 1108년)
- 일신(日新) (1108년 ~ 1109년)
- 문치(文治) (1110년 ~ 1121년)

기타
- 조심(趙諗) 용흥(龍興) (1102년)

### 베트남
- 롱푸응우옌호아(龍符元化) (1101년 ~ 1109년)
- 호이뜨엉다이카인(會祥大慶) (1110년 ~ 1119년)

### 일본
- 고와(康和) (1099년 ~ 1104년)
- 조지(長治) (1104년 ~ 1106년)
- 가쇼(嘉承) (1106년 ~ 1108년)
- 덴닌(天仁) (1108년 ~ 1110년)
- 덴에이(天永) (1110년 ~ 1113년)

## 같이 보기
- 다른 왕조의 같은 연호
  - 막 왕조(莫朝) 끼엔통(乾統, 1593년 ~ 1625년)

- 중국의 연호 목록